# SpaceShipTwo
O SpaceShipTwo é um avião espacial suborbital que foi desenvolvido pela empresa The Spaceship Company, formada pelas empresas  Scaled Composites e Grupo Virgin. A nave fez seu primeiro voo em 11 de outubro de 2010.

## Acidentes e atrasos no cronograma
Lançado em 2004, o projeto do empresário britânico Richard Branson pretendia levar turistas espaciais ao seu destino já no ano de 2007. Iniciando o período de reservas de passagens, avançaram os testes mas após esses três anos de otimismo, um tanque contendo óxido nitroso, combustível para foguetes, explodiu durante testes nas instalações da Scaled Composites, localizado em Mojave, nos Estados Unidos, matando três pessoas. Em 2010, a empresa voltou a marcar nova data para viagens espaciais para 2012.

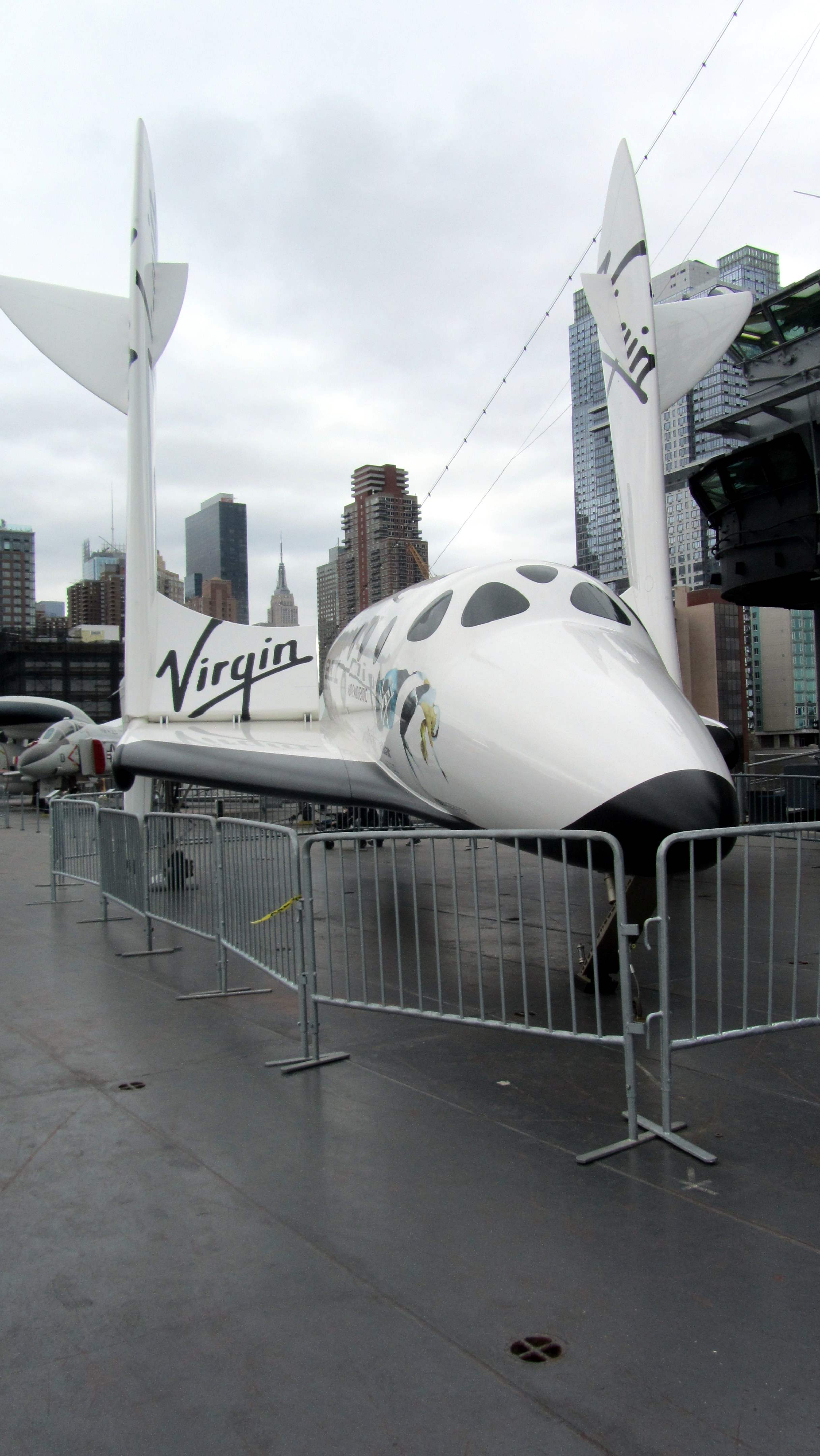
A espaçonave na configuração de reentrada na atmosfera

Em setembro de 2011, houve um incidente com a espaçonave e a tripulação precisou acionar o sistema de segurança de reentrada na atmosfera. A SpaceShipTwo é capaz de articular sua cauda, como um recurso de segurança que aumenta a estabilidade do veículo durante a reentrada atmosférica. Semelhante à trajetória de uma peteca no badminton, o sistema permite que a nave use as leis da aerodinâmica para controlar a velocidade e a altitude durante essa fase do voo. No 16.º voo de teste, em que levou pela primeira vez três tripulantes (dois pilotos e um engenheiro de voo), logo depois da sua liberação em altitude, a nave foi submetida a uma taxa de inclinação descendente que causou um estol inesperado. A tripulação então seguiu o procedimento, selecionando o modo de reentrada, conseguindo assim reverter a situação de risco, voltando a ter o controle da nave e retornando à base em segurança.
No dia 31 de outubro de 2014, ainda durante a fase de testes, a nave caiu no deserto de Mojave, na Califórnia, ficando completamente destruída. Foi confirmada a morte do copiloto Michael Alsbury, e o piloto Pete Siebold ficou ferido. Os dois pilotos eram funcionários da Scaled Composites e, de acordo com um porta-voz do xerife do Condado de Kern, o piloto teria conseguido se ejetar antes da queda da nave, sendo resgatado com ferimentos que seriam graves, segundo as primeiras informações. Posteriormente foi divulgado que, de forma surpreendente, Siebold teve apenas um ombro ferido apesar da aeronave ter-se desintegrado em pleno voo, viajando à velocidade do som a uma altitude de 50 000 pés (15 000 m), onde praticamente não há oxigênio, tendo apenas o seu paraquedas como equipamento de emergência, já que não houve tempo de acionar o assento ejetor.
Richard Branson, o presidente da Virgin Galactic declarou que ficou abalado por causa do "terrível acidente", mas pretende continuar com seu projeto para o desenvolvimento do turismo espacial. O primeiro voo da SpaceShipTwo com passageiros a bordo estava previsto para ocorrer em 2015. A empresa já vendeu mais de 700 bilhetes ao preço de US$ 250 mil cada. Branson também participará do primeiro voo.
|  |  |  |